# Simplified English
Simplified English is de oorspronkelijke naam van een gecontroleerde taal die ontworpen is voor gebruik in onderhoudshandboeken van de luchtvaartindustrie. De taal is een zorgvuldig beperkte en gestandaardiseerde subset van de Engelse taal, die er op gericht is ambiguïteit (dubbelzinnigheid) zo veel mogelijk te beperken en makkelijk leesbaar te zijn voor hen die het Engels niet als eerste taal hebben. De taal is onder meer ontwikkeld door Fokker. De specificatie is inmiddels onder de naam Simplified Technical English (STE) een geregistreerd handelsmerk. De taal is in principe ontworpen voor gebruik in de luchtvaart- en defensie-industrie, maar andere industrietakken hebben deze specificatie als basis genomen voor andere vormen van gecontroleerd Engels.

## Gebruik
Het doel van Simplified Technical English is meervoudig:
- Het tegengaan van ambiguïteit
- Het verduidelijken van geschreven technische teksten, vooral waar het uitgeschreven procedures betreft
- Het vergemakkelijken van het begrip van geschreven teksten voor mensen wier moedertaal niet het Engels is
- Het vergemakkelijken van klassieke vertalingen
- Het vergemakkelijken van computervertalingen en computer-geassisteerde vertalingen.

## De specificatie
De specificatie valt uiteen in twee delen: 
- Deel 1: Schrijfregels
- Deel 2: Woordenboek

### Grammatica en stijl
De schrijfregels geven een aantal beperkingen op de te gebruiken grammatica en stijl. Onder de beperkingen vindt men onder meer:
- er mogen geen clusters van meer dan drie opeenvolgende zelfstandig naamwoorden voorkomen
- zinnen die een procedure bevatten mogen niet meer dan 20 woorden bevatten; zinnen die een beschrijving geven niet meer dan 25.
- Alinea's mogen niet meer dan zes zinnen bevatten
- straattaal en jargon moeten zo veel mogelijk vermeden worden
- instructies moeten zo specifiek mogelijk zijn
- er moet zoveel als mogelijk gebruik worden gemaakt van lidwoorden
- werkwoordstijden dienen simpel te zijn: Verleden tijd, tegenwoordige tijd en toekomstige tijd.
- tekst moet in de bedrijvende vorm geschreven zijn.
- Het gebruik van op -ing eindigende deelwoorden en gerundia moet ook vermeden worden, tenzij ze deel uitmaken van een technisch begrip.
- opeenvolgende stappen in een procedure dienen in losse zinnen te staan.
- in waarschuwingen dienen de omstandigheden vóór in de zin te staan

### Woordenboek
In het specificatie woordenboek vindt men zowel toegestane als verboden woorden. De toegestane woorden kunnen alleen in de gespecificeerde betekenis gebruikt worden. Zo kan bijvoorbeeld het woord close ("sluiten") alleen gebruikt worden in de volgende twee betekenissen:
- Samenvoegen, of bewegen naar een positie waarin items niet meer naar binnen of naar buiten kunnen
- Het bewerken van een schakelaar om een elektrisch circuit te maken.
Het woord kan dus gebruikt worden in de zin to close a door (een deur sluiten) of close a circuit (een netwerk sluiten), maar kan niet in andere betekenissen gebruikt worden (zoals to close a meeting, een vergadering besluiten, of to close a business, een bedrijf opdoeken). Daarnaast staat er in de woordenboekspecificatie dat het gebruik van close verboden is als synoniem met near (nabij). Volgens de STE specificatie is een zin als do not go close to the landing gear (kom niet dicht bij het landingsgestel) dus verboden; men zal hier do not go near the landing gear moeten gebruiken. Naast het in de STE beschreven basisvocabulaire staan er in het woordenboek ook expliciete richtlijnen voor het toevoegen van technische termen en werkwoorden die schrijvers  nodig hebben om onderhoudsprocedures te beschrijven. Termen zoals "propeller" en "overhead panel" en "to drill" staan niet in het STE woordenboek, maar gelden toch als toegestane termen onder de richtlijnen.

## Luchtvaartindustrie standaard
De versie die voor de luchtvaartindustrie gebruikt wordt stond eerste bekend als AECMA Simplified English, naar de European Association of Aerospace Manufacturers (AECMA) die deze standaard in de jaren 80 van de twintigste eeuw invoerde. De AECMA had de standaard overgenomen van Fokker, die op hun beurt zich weer hadden gebaseerd op eerder bestaande gecontroleerde talen (Caterpillar Fundamental English wordt genoemd). De AECMA ging in 2005 op in de Aerospace and Defence Industries Association of Europe (ASD), die de standaard hernoemde naar ASD Simplified Technical English, STE. STE is gedefinieerd in de standaard ASD-STE100, die onderhouden wordt door de Simplified Technical English Maintenance Group (STEMG)